# Referéndum de anexión de Osetia del Sur de 2022
El 13 de mayo de 2022 se anunció un referéndum de anexión en Osetia del Sur para el 17 de julio de 2022 en el que se preguntaría a los votantes si aprobaban renunciar a la independencia y proceder a una anexión por parte de Rusia, o mantener la independencia.
La pregunta en la boleta era: ¿Apoya la unificación de la República de Osetia del Sur y Rusia?
El referéndum fue suspendido por el presidente Alán Glagóyev el 30 de mayo con la promesa de celebrarlo en un futuro sine die.

## Trasfondo
El 30 de marzo de 2022, en un discurso televisado, Anatoli Bibílov, presidente de Osetia del Sur, dijo que la república tomaría medidas legales para prepararse para unirse a la Federación de Rusia. Dijo: creo que la unificación con Rusia es nuestro objetivo estratégico, nuestro camino, la aspiración del pueblo y que Rusia es la «patria histórica» de Osetia del Sur. Más tarde aclaró al periodista ruso Vladímir Soloviov que lo que quería decir era organizar otro referéndum, que podría celebrarse después del 10 de abril, el día ya fijado para las elecciones presidenciales de Osetia del Sur de 2022. Todo esto se produjo después de que se enviasen soldados de Osetia del Sur de la base militar rusa en Tsjinvali, la capital de Osetia del Sur, para ayudar a Rusia en su invasión de Ucrania. Muchos de estos se negaron a luchar y regresaron a Osetia del Sur, y la decisión de enviar soldados a Ucrania tampoco fue bien recibida en Osetia del Sur, lo que presionó a Bibílov con respecto a las elecciones que se avecinaban.
El 8 de mayo, Bibílov fue derrotado en la segunda ronda de las elecciones presidenciales de Osetia del Sur de 2022 por Alán Gaglóyev. Bibílov había sido respaldado por Rusia Unida, el partido gobernante de Rusia. Bibílov firmó el decreto presidencial para la celebración del referéndum el 13 de mayo, un día antes de que la Comisión Electoral confirmase su derrota frente a Gaglóyev. Los observadores consideraron que Gaglóyev apoyaba menos la celebración de un referéndum para unirse a Rusia, diciendo que Rusia «todavía estaba ocupada con otros asuntos», en referencia a la invasión rusa de Ucrania en 2022. Después de su elección, Gaglóyev declaró que aún se realizaría un referéndum, «tan pronto como llegue el momento adecuado» y que «Osetia del Sur ha estado y está lista hoy para unirse a la Federación Rusa».
El 17 de mayo se le preguntó a Dmitri Peskov, secretario de prensa del presidente de la Federación de Rusia, por la cuestión del referéndum sudosetio para la anexión por parte de la Federación de Rusia, a lo que éste respondió que por parte de Rusia no se estaba llevando a cabo ningún preparativo de apoyo ni de preparación para prepararse ante tal eventualidad.

Por lo que entendemos, esto es realmente un reflejo del estado de ánimo general en la República [de Osetia del Sur], un reflejo de la actitud de los habitantes de la República y el jefe anterior de esta República. Pero por el momento, no se está llevando a cabo ninguna actividad en términos de Rusia en este caso.
Dmitri Peskov, secretario de prensa del Kremlin.

El 30 de mayo Alán Gaglóyev, el nuevo presidente de Osetia del Sur, suspendió la celebración del referéndum. Sobre la suspensión, Glagóyev expresó que si bien apoyaba plenamente la integración de su país con Rusia, las dudas jurídicas sobre el planteamiento de la pregunta, así como la actuación unilateral por parte de los sudosetios le obligaban a suspender la consulta para trabajar previamente con las autoridades rusas sobre la posible anexión futura de la República en la Federación de Rusia.